# 浦野弥生
浦野 弥生（うらの やよい、1969年3月30日 - ）は、日本の柔道家、女子レスリング選手。中延学園高校、日本体育大学卒業。神奈川県川崎市出身。1990年から1996年まで女子レスリング世界選手権において、重量級3階級（75・70・65 kg級）で金メダル6個、銀メダル1個を獲得した。世界女子レスリングの90年代の第一人者。吉田沙保里らに破られるまでは世界選手権金メダル数でギネス記録に載っていたこともある。

## 来歴・人物
中延学園高等学校（のちの朋優学院高等学校）在学時は陸上競技で活躍し（1年下の後輩に元女子マラソン日本記録保持者である朝比奈三代子がいる）、日本体育大学入学より柔道部に入り、本格的に格闘技の道に入ることとなる。
柔道での活躍としては、日体大女子柔道部の主将として東京学生女子柔道体重別選手権（61 kg級）などで優勝するなどしたが、レスリングの山本郁榮（山本美憂・徳郁・聖子の父）に見出され、その才能と努力で世界チャンピオン時代は、浦野が選択する階級をライバルが避けるほど重量級では無敵の強さを発揮した。また、1996年にエキシビションの試合で当時の男子48 kg級オリンピック金メダリストを降している。
社会人京樽レスリング部時代は世界チャンピオン吉田沙保里、伊調千春、伊調馨らを育てた中京女子大学レスリング部コーチ栄和人に指導を仰ぎ、その後の実績をのばした。
1997年、勤務先の京樽が倒産し、カナダへ留学する。1998年、傷めていたひざを手術による引退も予想されたが、同年11月にクランスマン国際大会（カナダ）で優勝。1999年に引退した後は、留学先のカナダ・アルバータ大学のレスリング選手ロナルド・真・オダガキと結婚、一男一女をもうけた。
2007年、女性として世界でクリスティン・ノードハーゲンに次いで2人目、日本人としては初めて、国際レスリング連盟（FILA、のちの国際レスリング連盟）の殿堂入りを果たした。2013年国際レスリング連盟女性委員に推薦された。
ちなみに1996年にフジテレビ系のゲーム番組「BANG! BANG! BANG!」にグラディエーターの一人、KURENAIとして出演していたことがある。